# アニ☆ステ
『アニ☆ステ』は、日本のアニメソング系の音楽番組。2017年4月6日にTOKYO MX及び海外で放送開始。mora（レーベルゲート）の単独提供で、番組中はmora以外のCMは一切流れない。
その後日本国内のネット局が拡大していったが、2019年1月で終了した。番組側は当初公式サイトで「諸事情により休止」としており、放送再開の可能性も匂わせたが、その後公式サイトやmoraの特設ページが相次いで削除されたため再開は白紙状態となっている。なお、MXでは2018年7月から9月の間も休止していた。

## 概要
地上波テレビ初となる、アニメソング専門のランキング形式の音楽番組。

## 放送局と放送時間
| 放送期間                                                                                                 | 放送時間                                                                              | 放送局      | 対象地域                          | 備考                                                       |
| --- | ------------------------------------------------------------------------------------- | ----------- | --------------------------------- | ---------------------------------------------------------- |
| 2017年4月6日 - 9月28日 2017年10月9日 - 2018年3月26日 2018年4月5日 - 6月28日 2018年10月5日 - 2019年2月1日 | 木曜 22:30 - 23:00 月曜 20:00 - 20:30 木曜 19:58 - 20:27 金曜 1:30 - 2:00（木曜深夜） | TOKYO MX    | 東京都                            | 2018年10月からはサブチャンネルでも放送                     |
| 2017年7月2日 - 2019年1月31日                                                                             | 木曜 22:00 - 22:30                                                                    | J:COMテレビ | 日本各地のJ:COM各局サービスエリア | リピート放送あり                                           |
| 2018年4月15日 - 2019年2月3日                                                                             | 日曜 2:15 - 2:45（土曜深夜）                                                          | 札幌テレビ  | 北海道                            |                                                            |
| 2018年9月16日 - 2019年2月3日                                                                             | 日曜 1:59 - 2:29（土曜深夜）                                                          | 中京テレビ  | 中京広域圏                        | 「チュッキョアニメ」第1部（2018年10月28日 - 2019年2月3日） |

| 放送期間                     | 放送時間           | 放送局         | 対象地域                  |
| ---------------------------- | ------------------ | -------------- | ------------------------- |
| 2017年4月5日 - 2019年1月30日 | 水曜 22:30 - 23:00 | WAKUWAKU JAPAN | スリランカ                |
|                              | 水曜 23:30 - 24:00 | 〃             | 台湾 ミャンマー           |
|                              | 水曜 24:00 - 24:30 | 〃             | インドネシア シンガポール |
|                              | 水曜 25:00 - 25:30 | 〃             | モンゴル                  |

## 司会
- 古坂大魔王
- リョウガ（超特急）

## 主なコーナー
- アニサビ
  - 新曲PVのサビ部分のみを流すコーナー。
- スタジオLIVE
  - 後述の音楽ランキングの最中に挿入されるゲストコーナー。
- アニステ☆サロン
  - 司会の古坂やリョウガが、多角度から斬り込むロケコーナー。
- This Week Anisong TOP10
  - 番組核となる音楽ランキング。moraのダウンロード数を基本とし、Twitter、GYAO!やYouTubeといった動画サイト、USENや番組へのリクエスト数等を考慮したランキング。歴代1位は以下の表を参照。

## 過去のコーナー
- アニソンダンスショーケース
  - リアルアキバボーイズがアニメソングの振付を再現・検証する[3]。

## エンディングテーマ
- 2017年
  - 4月 - 夏川椎菜「グレープフルーツムーン」
  - 5月 - 暁月凛「マモリツナグ」[6]
  - 6月 - 沼倉愛美「My LIVE」
  - 7月 - 天月-あまつき-「Mr.Fake」
  - 8月 - 亜咲花「Edelweiss」
  - 9月 - everying!「笑顔でサンキュー！」
  - 10月 - 田所あずさ「ストーリーテラー」
  - 11月 - A応P「君氏危うくも近うよれ」
  - 12月 - =LOVE「僕らの制服クリスマス」
- 2018年
  - 1月 - 亜咲花「SHINY DAYS」
  - 2月 - ClariS「PRIMALove」
  - 3月 - TrySail「WANTED GIRL」
  - 4月 - 大橋彩香「NOISY LOVE POWER☆」
  - 5月 - オーイシマサヨシ「オトモダチフィルム」
  - 6月 - 駒形友梨「トマレのススメ」
  - 7月 - 楠田亜衣奈「アイナンダ！」
  - 8月 - 立花理香「Shining Memory」
  - 9月 - OxT「Hello New World」
  - 10月 - halca「スターティングブルー」
  - 11月 - 山崎エリイ「a little little thing」
  - 12月 - 鈴木みのり「ヘンなことがしたい！」
- 2019年
  - 1月 - 亜咲花「KILL ME One More Time？」

## 関連番組
- 音ボケPOPS（一部スタッフ共通）